# Far Cry Instincts: Evolution
Far Cry Instincts: Evolution (2006) är ett av de datorspel som ingår i spelserien Far Cry. Spelet är utvecklat av Ubisoft och är släppt till Xbox.